# Gunnar Palm
Gunnar Palm, né le 25 février 1937, est un copilote de rallyes suédois.

## Biographie
Il a successivement dirigé Erik Carlsson, Bengt Söderström, Tony Fall, Ove Andersson, Hannu Mikkola, Timo Mäkinen...
En devanceur, il a su s'imposer dans les grands rallye-raids -particulièrement éprouvants et dangereux- proposés à cette période (Chemin des Incas, World Cup Rally 1970, Rallye Safari...)
Sa carrière internationale s'est étalée de 1963 à 1972.
Avec son compatriote Arne Hertz dans son sillage, il s'inscrit dans la lignée des grands navigateurs automobile scandinaves précurseurs des années 1960.

## Palmarès
- Rallye Monte-Carlo: 1963 (avec Erik Carlsson sur Saab 96);
- Rallye Sanremo: 1964 (avec Erik Carlsson sur Saab 96);
- Rallye de l'Acropole: 1966 (avec  Bengt Söderström sur Ford Cortina Lotus);
- Rallye de Suède: 1967 (avec Bengt Söderström sur Ford Cortina Lotus);
- Rallye d'Autriche Alpenfahr: 1968 (avec Bengt Söderström sur Ford Escort Twin Cam) (une des toutes premières victoires de l'Escort en rallye);
- Rallye Chemins de l'Inca: 1969 (avec Tony Fall sur Ford Escort TC) (seuls non sud-américains à avoir jamais remporté cette épreuve depuis sa création en 1966, si particulièrement dangereuse);
- Rallye du Pays de Galles: 1969 (avec Ove Andersson sur Ford Escort Twin-cam);
- Marathon Londres / Mexico (World Cup Rally 1970) : 1970 (avec Hannu Mikkola sur Ford Escort 1850GT);
- Rallye des 1000 lacs: 1970 (avec Hannu Mikkola sur Ford Escort TC) (épreuve alors en ERC);
- Rallye Safari: 1972 (avec Hannu Mikkola sur Ford Escort RS1600) (IMC);
  - 2e du rallye Hanki: 1962 (avec Carl-Magnus Skogh sur Saab 96).